# Pomerantz Tableland
Pomerantz Tableland är en platå i Antarktis. Den ligger i Östantarktis. Australien gör anspråk på området.